# 애틀랜타 실버백스 파크
애틀랜타 실버백스 파크(Atlanta Silverbacks Park)은 미국의 축구 전용 경기장 및 럭비 전용 경기장으로 조지아주 애틀랜타에 위치하고 있으며 과거 NASL 애틀랜타 실버백스의 홈 경기장으로 사용되었으나 현재는 USA 럭비 사우스의 애틀랜타 레네게이드, 북미 럭비 리그의 애틀랜타 라이노스, 얼티밋 프리스비 연맹의 애틀랜타 허슬, 내셔널 프리미어 사커 리그의 아포테오스 FC의 홈 경기장으로 사용되고 있다.